# 阿曼達·琳霍特
阿曼達·琳霍特（Amanda Lindhout，1981年6月12日—）是加拿大人道主義和記者。2008年，她和她的隨行人員（記者奈傑爾·布倫南等人）在索馬利亞南部遭到伊斯蘭武裝分子綁架。2009年11月25日，15個月後，她被釋放，並自此走上慈善事業。

## 資料
- Brennan, Nigel. . Penguin Books (Australia). 2011-06-27. ISBN 978-1-921518-78-2. OCLC 704565552.
- Global Enrichment Foundation
- Nightmare in Somalia （页面存档备份，存于） episode of Locked Up Abroad on the National Geographic Channel